# Paolo Bizzeti

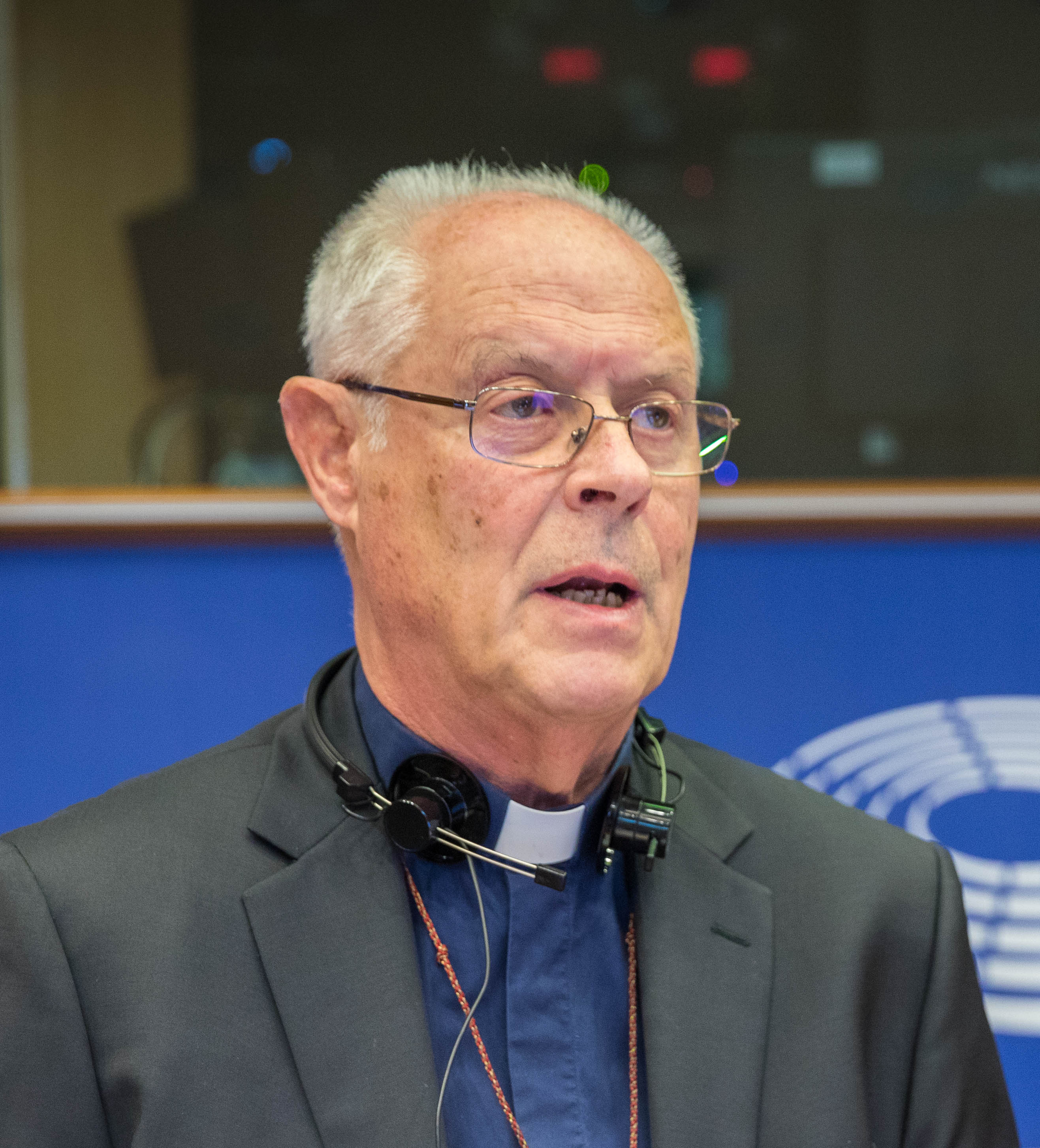
Paolo Bizzeti

Paolo Bizzeti SJ (* 22. September 1947 in Florenz, Italien) ist ein italienischer Ordensgeistlicher und emeritierter Apostolischer Vikar von Anatolien.

## Leben
Paolo Bizzeti trat am 22. November 1966 der Ordensgemeinschaft der Jesuiten bei und empfing am 21. Juni 1975 in Bologna das Sakrament der Priesterweihe. Mit einer geisteswissenschaftlichen Arbeit über die Weisheit wurde er promoviert. Am 12. Juni 1982 legte Bizzeti die ewige Profess ab. Er ist 1993 Gründer von AMO (Amici del Medio Oriente), die sich mit religiösen Fragen im Nahen Osten beschäftigt. Er war erster Rektor der Villa San Giuseppe, einem des Zentrums für Spiritualität in Bologna. 
Er war Rektor der Patavina Residentia Antonianum, einem jesuitischen Studienzentrum für angehende Geistliche, und ist Direktor des Centro Giovanile Antonianum, dem Zentrum für die Ausbildung der Laien in Padua.
Am 14. August 2015 ernannte ihn Papst Franziskus zum Titularbischof von Tabae und bestellte ihn zum Apostolischen Vikar von Anatolien. Die Bischofsweihe spendete ihm der Sekretär der Kongregation für die orientalischen Kirchen, Kurienerzbischof Cyril Vasiľ SJ, am 1. November desselben Jahres. Mitkonsekratoren waren der Erzbischof von Ravenna-Cervia, Lorenzo Ghizzoni, und der Bischof von Padua, Claudio Cipolla. Die Amtseinführung fand vier Wochen später statt.
Am 8. Juli 2019 ernannte ihn der Papst für fünf Jahre zum Mitglied der Kongregation für die Institute geweihten Lebens und für die Gesellschaften apostolischen Lebens.
Am 25. November 2024 nahm Papst Franziskus das altersbedingte Rücktrittsgesuch von Paolo Bizzeti an.
Bizzeti hat mehrere Arbeiten zu Jugendfragen und biblischer Spiritualität veröffentlicht.

## Schriften
- Il libro della Sapienza: struttura e genere letterario, Paideia Brescia 1984  1982
- La Turchia: guida per i cristiani, Edizioni Dehoniane Bologna 1990, zusammen mit Marco Pratesi
- Il favo stillante: lectio divina sugli Atti degli Apostoli, Lipa Roma 1998
- Fino ai confini estremi: meditazioni sugli Atti degli, Edizioni Dehoniane Bologna 2008
- Meditazioni sugli Atti degli apostoli, Edizioni Dehoniane Bologna 2009
- Turchia. Guida biblica, patristica, archeologica e turistica, Edizioni Dehoniane Bologna 2014, ISBN 9788810820995